# Fenylhydrazin
Fenylhydrazin je organická sloučenina se vzorcem C6H5NHNH2.

## Vlastnosti
Fenylhydrazin vytváří jednoklonné krystaly, které při teplotě 19,5 °C tají za vzniku olejovité kapaliny, která je nejprve bezbarvá, ale na vzduchu mění barvu na žlutou až tmavě červenou. Látka se mísí s benzenem, diethyletherem, ethanolem a chloroformem a omezeně také s vodou.

## Příprava a výroba
Fenylhydrazin se získává reakcí anilinu, dusitanu sodného a kyseliny chlorovodíkové, čímž vzniká diazoniová sůl, která se následně redukuje siřičitanem sodným za přítomnosti hydroxidu sodného.

## Historie
Fenylhydrazin byl prvním popsaným derivátem hydrazinu, roku 1875 jej objevil Hermann Emil Fischer, který tuto látku připravil redukcí fenyldiazoniové soli siřičitany. Fenylhydrazin dále používal k rozlišení sacharidů podle tvorby hydrazonů reakcemi s aldehydovými skupinami.

## Použití
Fenylhydrazin se používá na přípravu indolů Fischerovou syntézou. Indoly jsou meziprodukty výroby některých barviv a léčiv.
Další využití fenylhydrazinu spočívá v jeho přeměně na fenylhydrazony monosacharidů, což umožňuje jejich snadné oddělení.
Fenylhydrazin se také používá k vyvolání hemolytické anémie u laboratorních zvířat.